# Laurel (Missisipi)
Laurel – miasto w Stanach Zjednoczonych, w stanie Missisipi, w hrabstwie Jones.